# Raposa (Portugal)
Raposa es una freguesia portuguesa del municipio de Almeirim, con 65,47 km² de extensión y 591 habitantes (2001). Densidad: 9,0 hab/km².
La fregresia de Raposa fue constituida en 1836 y se encuentra dividida por la carretera EN114 y situada entre Almeirim y Coruche.
El topónimo Raposa (Zorra) está representado en el blasón, donde aparece una zorra plateada y perfilada en negro.
El patrón de la fregresia es San Antonio, cuya fiesta se celebra el 13 de junio.

## Leyenda toponímica
El nombre de "Raposa" está invariablemente ligado a la caza, una actividad con larga tradición en la fregresía. Según la leyenda local, la freguesia fue bautizada cuando un grupo de cazadores se encontró en el lugar con una astuta zorra de color blanco a la que intentaron cazar sin éxito. Los cazadores volvieron en varias ocasiones para capturarla, pero nunca lo consiguieron e insatisfechos se refirieron al lugar como "lugar da Raposa."

## Patrimonio
- Convento da Serra
- Iglesia da Raposa
- Casa da Cultura